# Беаска, Нииллас
Нииллас Беаска (норв. Niillas Beaska; род. 6 августа 1982, Тана, Финнмарк) — норвежский саамский актёр и политический деятель, депутат Саамского парламента Норвегии (2013—2017), председатель Норвежской саамской ассоциации (с 2014).
В 2013 году победил на выборах в Саамский парламент Норвегии, где является членом Комитета по планированию и финансам. 23 марта 2015 года в Дублине лично вручал письмо руководству компании Karelian Diamond Resources (KDR) от имени Коалиции против добычи полезных ископаемых в долине реки Танаэльв.
В 2014 году был избран председателем Норвежской саамской ассоциации.
В качестве актёра выступает в Beaivváš Sámi Našunálateáhter и Саамском театре (Кируна, Швеция).
Женат, имеет двоих детей.